# Phare de Whitefish Point

Le phare de Whitefish Point (en anglais : Whitefish Point Light), est un phare privé du lac Supérieur situé sur la péninsule supérieure du Michigan à Whitefish Point dans le comté de Chippewa, Michigan.
Ce phare est inscrit au Registre national des lieux historiques depuis le 28 février 1973 sous le n° 73000947 et déclaré  au Michigan State Historic Preservation Office depuis le 22 février 1974.

## Historique
Sa construction a commencé en 1847, et il ressemble à celui d'Old Presque Isle. Mis en service en 1849, ce phare fut l'un des premiers phares sur les rives du lac Supérieur et il est la plus ancienne lumière active sur le lac, située à la pointe de la terre qui marque le changement de cap pour les navires venant de la côte sud du lac Supérieur, connu sous le nom de «Cimetière des Grands Lacs», jusqu'aux écluses du Sault. Tous les navires entrant ou sortant du lac Supérieur doivent dépasser Whitefish Point et le phare de Whitefish Point est sans doute le feu le plus important du lac Supérieur. La région de Whitefish Point compte plus d'épaves que toute autre région du lac Supérieur.
La structure d'origine a été équipée de Lewis Lamp (en), qui ont ensuite été mises à niveau pour une lentille de Fresnel du quatrième ordre. La structure actuelle, tout en étant moderne, est une relique de la guerre de Sécession. Construit en 1861, un cadre en acier a été conçu pour soutenir la tour par des vents violents. Une conception similaire est utilisée au phare de Manitou Island.
En 1968, la lumière a été remplacée par une balise aérodynamique DCB-224 fabriquée par la société Carlisle & Finch (en). Cette lumière était visible sur une distance de 26 milles marins (48 km) dans des conditions météorologiques claires. La station a été automatisée en 1971.

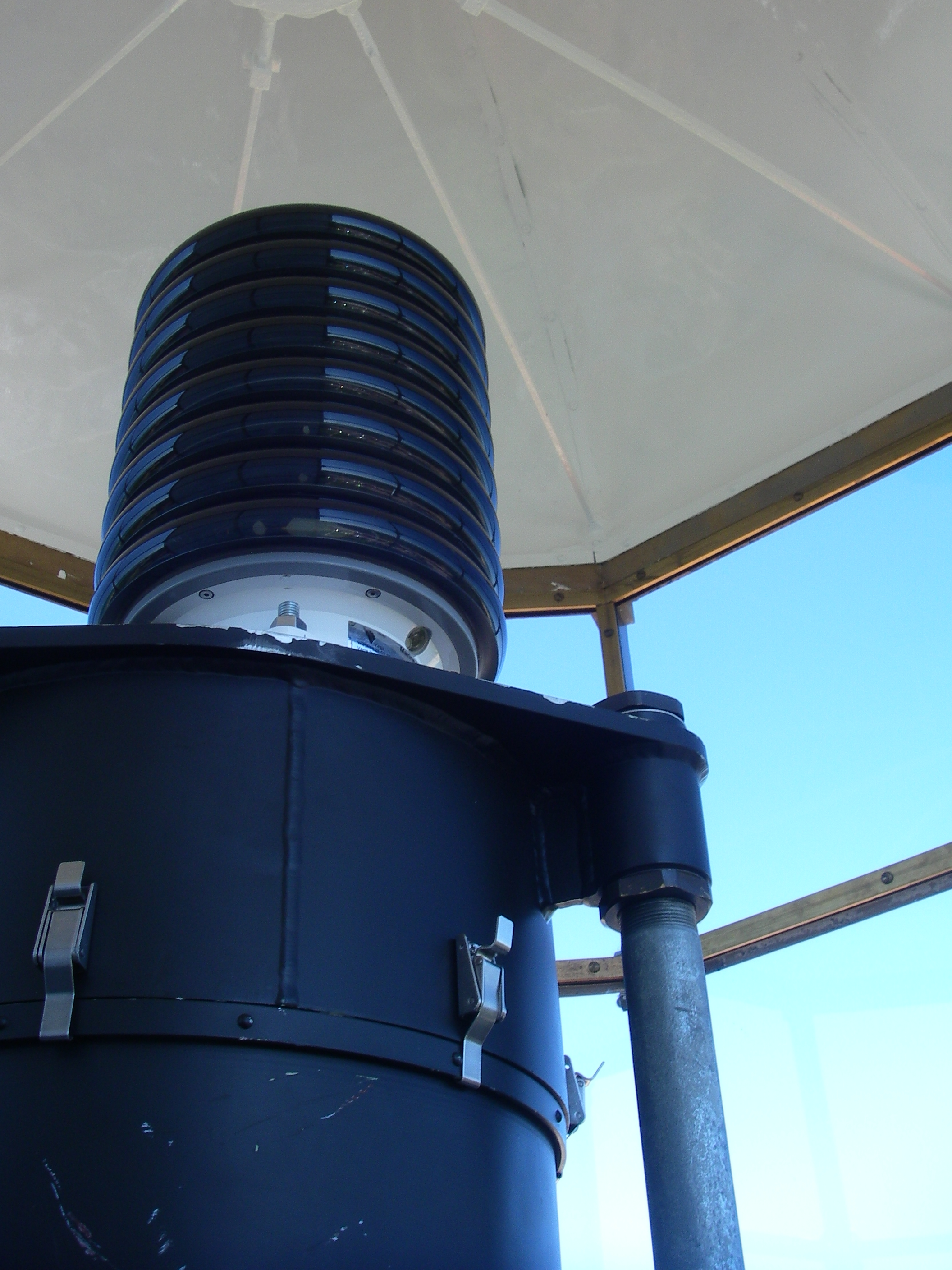
light-emitting diode lantern

En 2011, la balise lumineuse Carlisle & Finch de la série DCB-224 a été remplacée par une diode électroluminescente ( Lanterne à LED) avec une portée réduite de 15 milles marins (28 km), conformément aux règles et règlements de la Garde côtière adoptés en 2003 pour les aides à la navigation privées. La lentille de la balise lumineuse déposée est stockée dans un bâtiment du complexe du Great Lakes Shipwreck Museum pour une éventuelle exposition publique future.
La station abrite le Great Lakes Shipwreck Museum, qui possède de nombreux artefacts provenant de nombreux naufrages dans la réserve sous-marine de Whitefish Point, notamment la cloche du SS Edmund Fitzgerald  qui a été récupérée de l'épave en 1995. Le Great Lakes Shipwreck Museum est ouvert pendant la saison touristique de 10 h à 18 h, tous les jours jusqu'au 31 octobre.
La lumière est considérée comme emblématique et a fait l'objet de souvenirs. Une plaque historique officielle du Michigan a été érigé en 1974 qui note:
Cette lumière, la plus ancienne du lac Supérieur, a commencé à fonctionner en 1849, bien que la tour actuelle ait été construite plus tard. Point d'arrêt précoce pour les Indiens, les Voyageurs, le Coureur des bois et les missionnaires jésuites, ce point marque le changement de cap pour les bateaux à minerai et autres navires naviguant sur cette côte dangereuse vers et depuis le canal de St.Mary. Depuis 1971, la lumière, le signal de brouillard et la balise radio sont automatisés et contrôlés depuis Sault Ste. Marie.

## Réserve nationale de faune de Seney

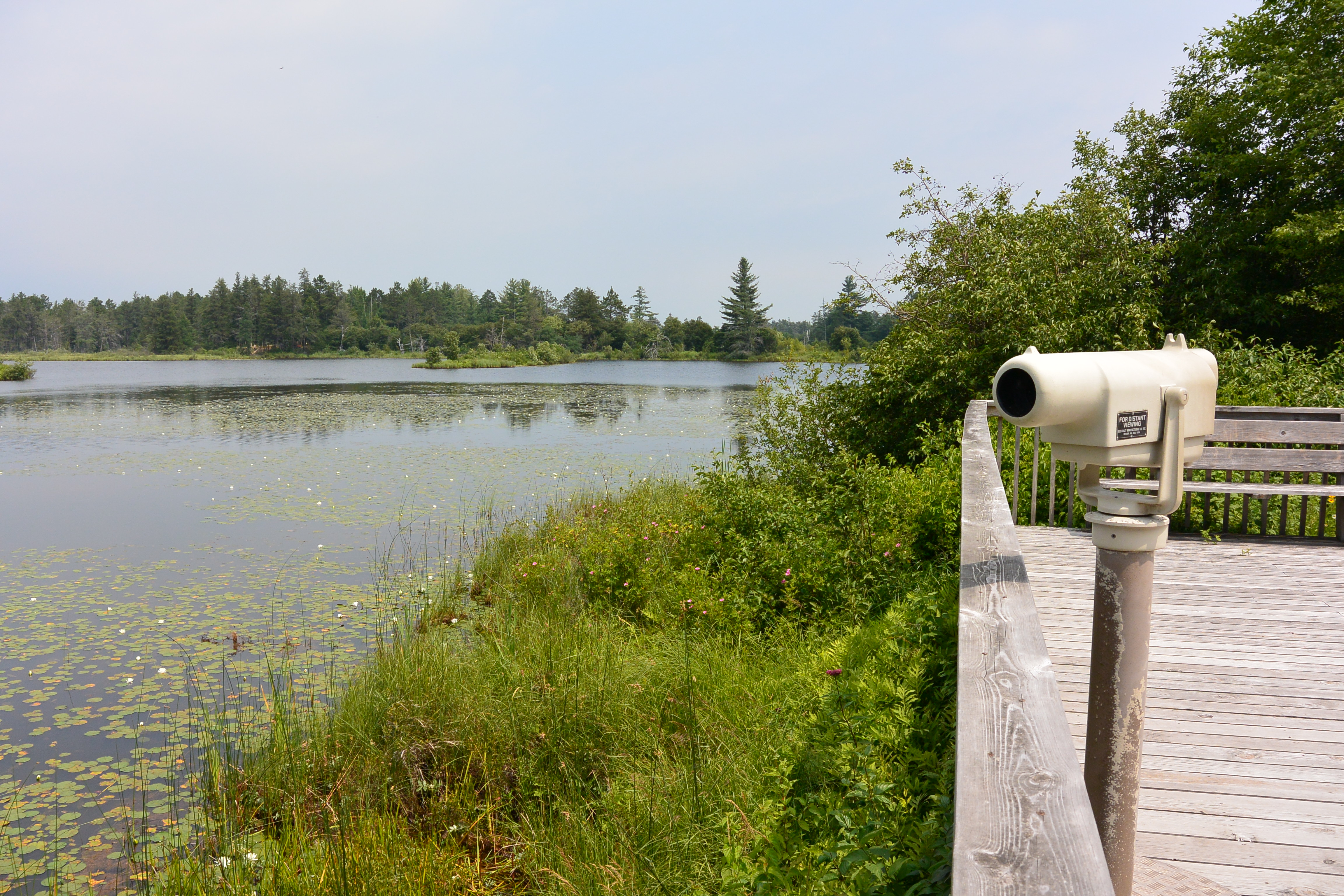
Seney National Wildlife Refuge

Whitefish Point, devenu Seney National Wildlife Refuge (en) fournit un important habitat de migration des oiseaux migrateurs pour les rapaces, les oiseaux d'eau et les oiseaux chanteurs. Le Whitefish Point Bird Observatory (en) est un centre de recherche et d'enseignement exploité en affiliation avec Michigan Audubon, une section d'État de la Société nationale Audubon. Celle-ci maintient une petite salle d'information pour les ornithologues amateurs d'espèces particulières à observer lors de leurs randonnées le long du réseau de sentiers. Une passerelle en bois a été construite pour permettre au visiteur de s'aventurer dans la zone du sanctuaire et d'observer la faune.

## Description
Le phare  est une tourelle cylindrique avec un jambage à claire-voie de 23 m de haut, avec une double galerie et une lanterne, attachée à une maison de gardien en bois de deux étages. La tour est blanche, les galeries et lanterne sont noires, le toit de la lanterne est rouge.
Il émet, à une hauteur focale de 28 m, deux brefs éclats blancs de 0,2 seconde, séparés par 4,8 secondes, par période de 20 secondes. Sa portée est de 15 milles nautiques (environ 28 km)s. Il est équipé d'une signal de brouillard et d'un transpondeur radar émettant la lettre O en morse.

## Caractéristiques dufeu maritime
Fréquence : 20 secondes (W-W)
- Lumière : 0,2 seconde
- Obscurité : 4,8 secondes
- Lumière : 0,2 seconde
- Obscurité : 14,8 secondes

Identifiant : ARLHS : USA-887 ; USCG :  7-14530 .

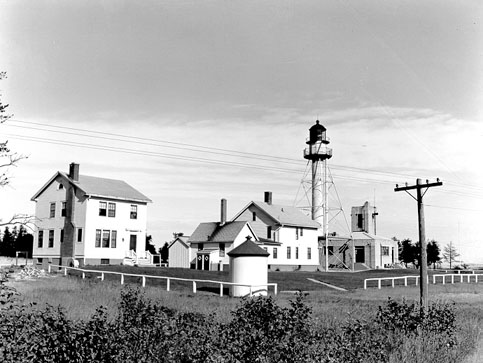
Le phare (photo USCG)
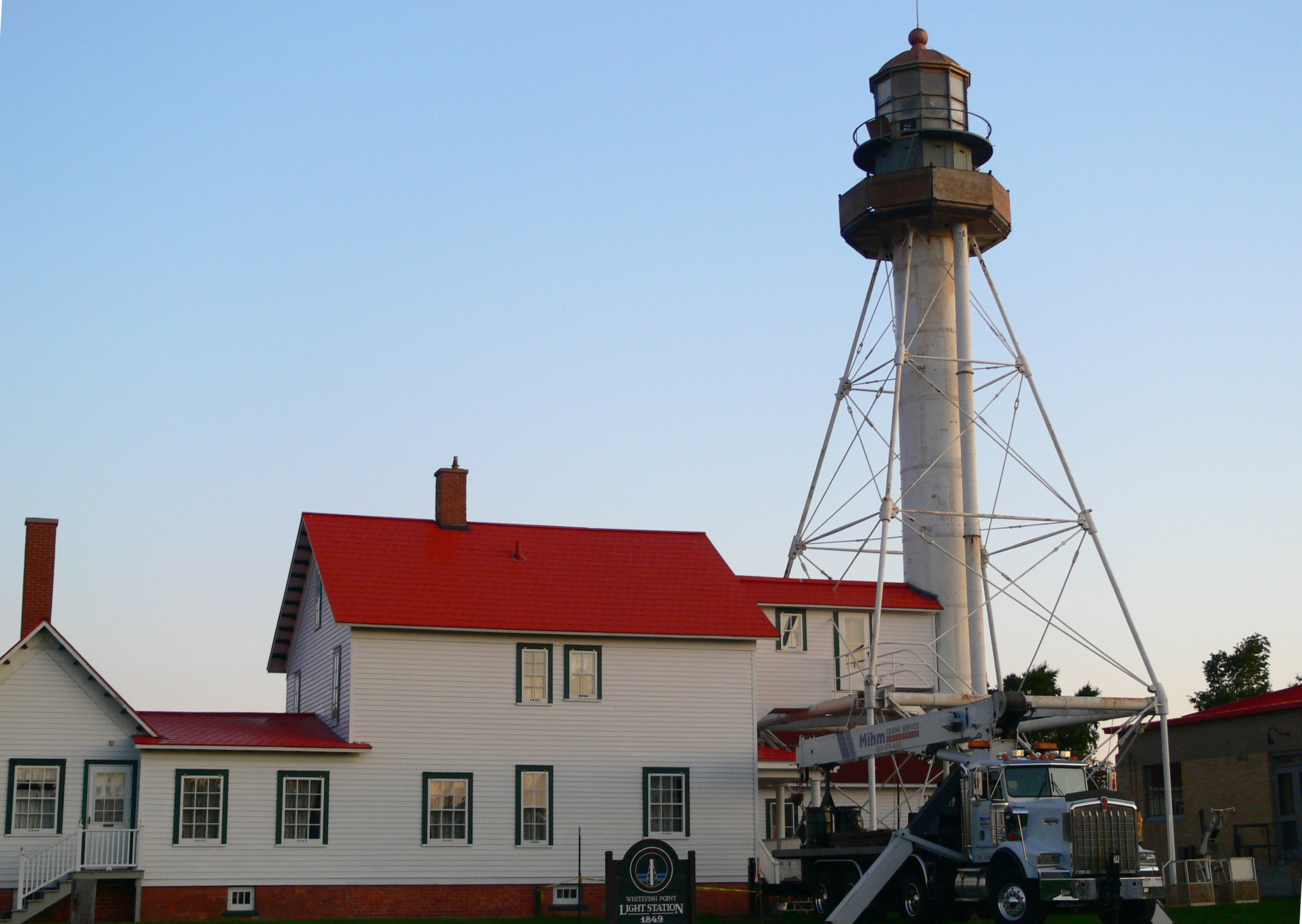
Le phare
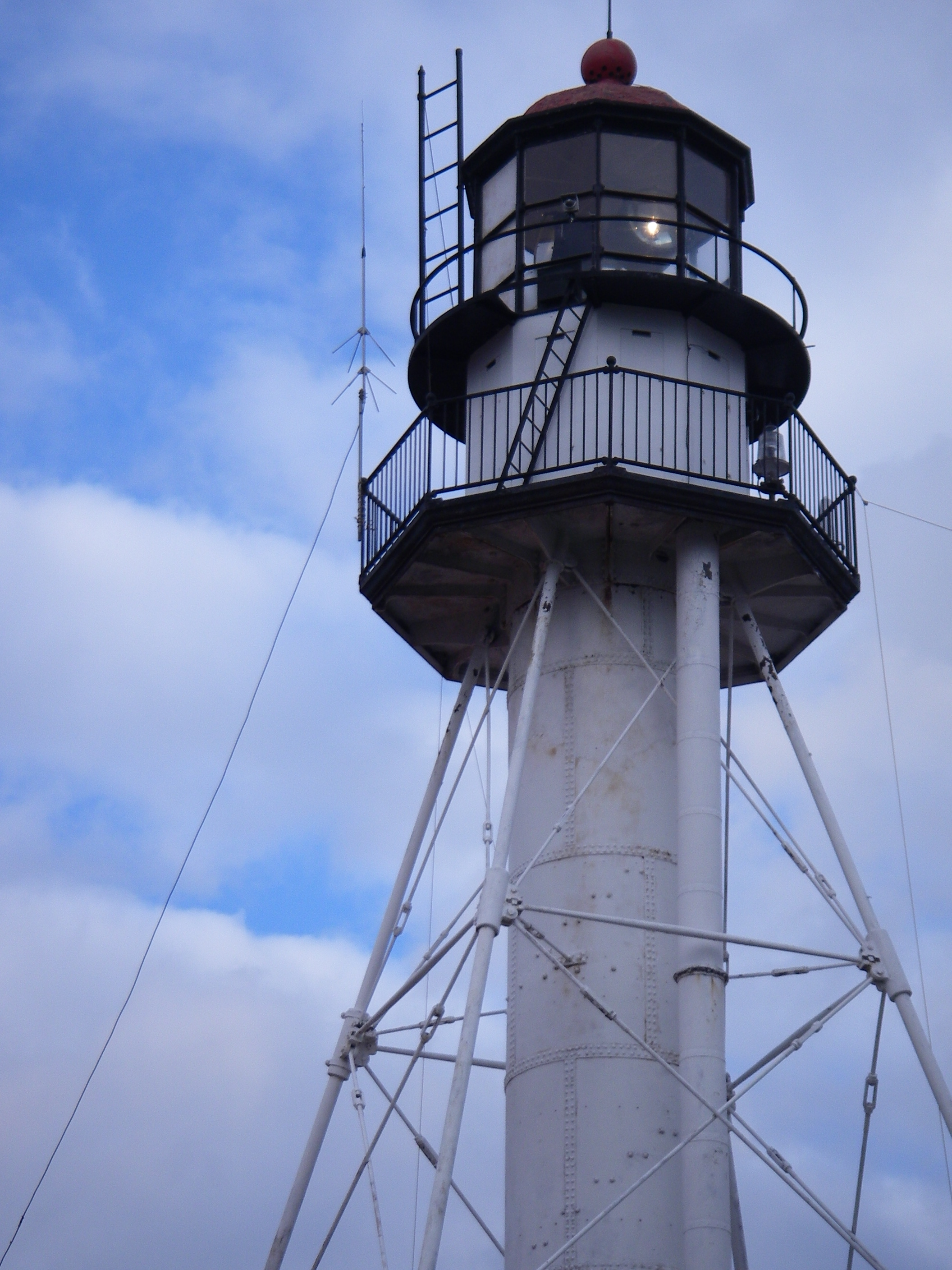
La lanterne

### Lien connexe
- Liste des phares au Michigan
- Great Lakes Shipwreck Museum